# Kundyz Kożachmet
Kundyz Kajyrbekkyzy Kożachmet, kaz. Құндыз Қайырбекқызы Қожахмет (ur. 4 marca 1999) – kazachska piłkarka, grająca na pozycji obrońcy, reprezentantka Kazachstanu.

## Kariera piłkarska

### Kariera klubowa
W 2015 roku rozpoczęła swoją karierę zawodową w drużynie OMBŻSM-2 Aktobe. W 2019 przeniosła się do Okżetpes Kokczetaw. Na początku 2022 roku zasiliła skład Tomiris-Turan.

### Kariera reprezentacyjna
9 kwietnia 2018 roku po raz pierwszy zagrała w seniorskiej kadrze narodowej w przegranym 0:3 meczu kwalifikacyjnym do mistrzostw świata z Rosją. Wcześniej broniła barw juniorskiej reprezentacji U-17 i U-19.

## Sukcesy i odznaczenia

### Sukcesy klubowe
Okżetpes Kokczetaw
- wicemistrz Kazachstanu: 2019, 2020
- brązowa medalistka mistrzostw Kazachstanu: 2021
- finalista Pucharu Kazachstanu: 2021

Tomiris-Turan
- wicemistrz Kazachstanu: 2022
- brązowa medalistka mistrzostw: 2023
- finalista Pucharu Kazachstanu: 2022